# Nhà thờ Thánh Giuse, Bắc Kinh
Nhà thờ Thánh Giuse (giản thể: 大圣若瑟堂; phồn thể: 大聖若瑟堂), thường được gọi là Vương Phủ Tỉnh Thiên Chúa Đường (tiếng Trung: 王府井天主堂) hoặc Đông Đường (tiếng Trung: 東堂), là một nhà thờ phong cách Chiết trung được xây dựng vào đầu thế kỷ 20. Đây là một trong bốn nhà thờ Công giáo cố kính nhất của Tổng giáo phận Bắc Kinh, tọa lạc tại số 74, đường Vương Phủ Tỉnh, quận Đông Thành, thủ đô Bắc Kinh, Trung Quốc.
Nhà thờ khánh thành năm 1655 do công của các nhà truyền giáo Dòng Tên. Sau nhiều cải tạo và tái thiết, cấu trúc hiện nay gần như tương đồng với cấu trúc năm 1904. Đây là nhà thờ lâu đời thứ hai ở Bắc Kinh sau Nhà thờ chính tòa Đức Mẹ Vô nhiễm Nguyên tội.

## Lịch sử

### Cấu trúc ban đầu (1653–1900)
Hội đoàn lần đầu tiên được thành lập năm 1653 bởi Lodovico Buglio, một linh mục Dòng Tên đồng thời là nhà thiên văn học và thần học người Ý. Ông sang Trung Quốc với nhiệm vụ truyền giáo. Mảnh đất nơi nhà thờ mọc lên là do chính tay Hoàng đế Đại Thanh Thuận Trị tặng cho giáo hội. Vào thời điểm đó, Dòng Tên là nhóm người duy nhất đến từ Châu Âu được phép cư trú tại kinh thành, vì lý do hiểu biết của họ về thiên văn học. Do đó, nhà thờ cũng là nơi cư ngụ của Đức Cha Buglio cùng một linh mục Dòng Tên khác.
Nhà thờ trải qua một lịch sử vô cùng hỗn loạn. Năm 1720, một trận động đất xảy ra ở Bắc Kinh đã làm thiệt hại nhà thờ. Khoảng chín mươi năm sau, tòa nhà tiếp tục bị lửa thiêu rụi và tàn dư còn sót lại đã bị phá hủy nốt do chính sách chống phương Tây của chính quyền phong kiến Trung Hoa. Địa điểm này biến thành một vùng cằn cỗi cho đến năm 1860, khi các lực lượng của Anh và Pháp xâm chiếm Bắc Kinh (một phần của Chiến tranh nha phiến lần thứ hai). Sau đó, các nhà truyền giáo nước ngoài một lần nữa được phép vào kinh thành và tái thiết lại tòa dinh thự. Tuy nhiên, tinh thần chống ngoại bang không hề lụi tàn mà một lần nữa trỗi dậy vào đầu thế kỷ, đỉnh cao là Phong trào Nghĩa Hòa Đoàn. Vào thời kỳ nổi dậy này, năm 1900, tòa nhà tiếp tục chìm trong khói lửa.

### Ngày nay
Nhà thờ Thánh Giuse một lần nữa được xây dựng lại vào năm 1904 bằng kiến trúc Chiết trung, với những chiếc trụ đồ sộ cùng ba tháp chuông.
Năm 1949, chính quyền Cộng sản dưới thời Mao Trạch Đông sau chiến thắng trong Nội chiến Trung Quốc đã phá vỡ mọi mối quan hệ với Tòa Thánh hai năm sau đó, đồng thời cố gắng loại bỏ tất cả các hình thức tôn giáo bằng cách chiếm giữ hoặc phá hủy nhà thờ lẫn những nơi thờ phụng khác. Nhà thờ Thánh Giuse cũng chịu chung số phận. Năm 1950, nó bị chính phủ quốc hữu hóa và biến nó thành một trường tiểu học. Chính quyền cộng sản tiếp tục thắt chặt kiểm soát đối với Công giáo ở Trung Quốc bằng cách thành lập Hội Công giáo Yêu nước Trung Quốc vào năm 1957. Do đó, Nhà thờ Thánh Giuse chính thức nằm dưới sự quản lý của tổ chức này kể từ năm đó. Điều này dẫn đến việc các linh mục giáo xứ của tòa thánh không được Vatican công nhận.
Nhà thờ bị đóng cửa hoàn toàn vào năm 1966 (năm đầu tiên của Cách mạng Văn hóa) và chịu thiệt hại nhiều hơn nữa mãi cho đến năm 1976.

### Địa điểm
Để đến được nhà thờ, du khách sẽ bắt tuyến tàu điện ngầm Bắc Kinh số 1 đến ga Vương Phủ Tỉnh, sau đó đi về phía bắc dọc theo đường Vương Phủ Tỉnh trong 10 phút và nhìn sang bên phải.

### Tái thiết và phục hồi
Chính phủ Trung Quốc dưới thời Đặng Tiểu Bình sau đó đã thoái thác Cách mạng Văn hóa. Tại Hội nghị Trung ương lần thứ tư của Đại hội Đảng toàn quốc lần thứ mười một vào tháng 9 năm 1979, một tài liệu quan trọng đã được lập ra để đánh giá toàn bộ thời kỳ 30 năm cai trị của chính quyền Cộng sản. Tại hội nghị, Phó chủ tịch đảng Diệp Kiếm Anh tuyên bố Cách mạng văn hóa là "một thảm họa kinh hoàng" và "thất bại nặng nề nhất đối với [sự nghiệp] xã hội chủ nghĩa kể từ [1949]." Sự chỉ trích đối với cuộc cách mạng văn hóa của chính phủ Trung Quốc lên đến đỉnh điểm trong Nghị quyết về một số câu hỏi trong lịch sử Đảng ta kể từ khi thành lập nước Cộng hòa Nhân dân Trung Hoa, được thông qua bởi Phiên họp toàn thể lần thứ sáu của Ủy ban Trung ương lần thứ mười một của Đảng Cộng sản Trung Quốc. Trong đó tuyên bố rằng "Đồng chí Mao Trạch Đông là một nhà mác-xít vĩ đại và là một nhà cách mạng, chiến lược gia và nhà lý luận vô sản vĩ đại. Đúng là Người đã phạm sai lầm thô bạo trong "cuộc cách mạng văn hóa", nhưng, nếu chúng ta đánh giá toàn bộ hoạt động của Người, thì những đóng góp của Người cho cách mạng Trung Quốc vượt xa hẳn những sai lầm ấy. Công lao của Người là chính và những lỗi lầm chỉ là thứ yếu." Dưới thời gian đầu cầm quyền của Đặng Tiểu Bình, ông cho phép tự do ngôn luận phát triển, do đó việc chỉ trích công khai chính phủ bắt đầu diễn ra. Khoảng thời gian này được biết đến như Mùa xuân Bắc Kinh, góp phần dẫn đến một sự lên án phổ quát về Cách mạng Văn hóa trong cả nước.
Sự thay đổi trong quan điểm chính trị phất một làn gió mới, thuận lợi hơn cho Nhà thờ Thánh Giuse. Chính quyền thành phố Bắc Kinh sau đó đã tài trợ cho việc phục hồi, tái tạo lại nhà thờ. Tòa dinh thự được tân trang lại và mở cửa vào năm 1980, cho phép các dịch vụ Công giáo hoạt động trở lại. Đến tháng 9 năm 2000, một đợt tu sửa đáng kể khác tiếp tục được xúc tiến và hoàn thiện. Vào ngày 16 tháng 7 năm 2007, Giuse Lý Sơn, bấy giờ là linh mục chính xứ Giuse, đã được Hội Công giáo Yêu nước Trung Quốc bầu làm Tổng giám mục mới của Tổng giáo phận Bắc Kinh. Mặc dù không có tuyên bố chính thức nào của Vatican được ban hành, Giáo hoàng Biển Đức XVI bày tỏ sự chấp thuận với bổ nhiệm này, khiến Lý Sơn trở thành một trong số ít giám mục ở Trung Quốc có được sự ủng hộ của cả chính phủ và Tòa Thánh.

## Kiến trúc
Nhà thờ Thánh Giuse được xây dựng theo phong cách Chiết trung  và được chú ý nhờ sự pha trộn giữa các đặc trưng của châu Âu và Trung Quốc trong thiết kế. Trên bức tường bên ngoài Tòa thánh, một tấm biển ghi chi tiết lịch sử của nhà thờ. Bao quanh bên ngoài nhà thờ là một quảng trường rộng lớn và công viên rộng 1,2 héc ta. Tại đây, hiện hữu một bức tượng của Đức Mẹ Maria tay ôm đứa trẻ.

## Trong văn hóa đại chúng
Nhà thờ Thánh Giuse xuất hiện trong tiểu thuyết Tam thể của Lưu Từ Hân, nơi ba căn hầm của người La Mã phản ánh bản chất của một câu hỏi hóc búa mang tính chất vật lý.